# Moldavie aux Jeux olympiques d'hiver de 2006
Cet article contient des informations sur la participation et les résultats de la Moldavie aux Jeux olympiques d'hiver de 2006 à Turin en Italie. La Moldavie était représentée par sept athlètes.

## Médailles
|          | Médaille d'or | Médaille d'argent | Médaille de bronze | Total |
| -------- | ------------- | ----------------- | ------------------ | ----- |
| Moldavie | 0             | 0                 | 0                  | 0     |

## Épreuves

### Biathlon
Hommes
- Mihail Gribusencov

Femmes
- Valentina Ciurina
- Elena Gorohova
- Natalia Levtchenkova

### Luge
Simple hommes
- Bogdan Macovei

### Ski de fond
Hommes
- Sergiu Balan
- Ilie Bria

Femmes
- Elena Gorohova